# Lophocampa indistincta
Lophocampa indistincta là một loài bướm đêm thuộc phân họ Arctiinae, họ Erebidae.